# Alec Ogletree
(en) Statistiques sur pro-football-reference
Alec Ogletree, né le 25 septembre 1991 à Newnan, est un joueur américain de football américain évoluant au poste de linebacker. Sélectionné par les Rams de Saint-Louis lors de la draft 2013, il est échangé aux Giants de New York en 2018 après cinq saisons jouées en National Football League (NFL).

## Biographie

### Carrière universitaire
Il étudie à l' Université de Géorgie.

### Carrière professionnelle
Il est sélectionné à la 30e place de la Draft 2013 par les Rams de Saint-Louis.
En mars 2018, il est échangé par les Rams aux Giants de New York en échange de deux choix de sélections pour la draft 2017 de la NFL.
Le 26 février 2020, les Giants annoncent avoir libéré Ogletree afin de faire de la place dans le plafond salarial.